# Alija Dautbegović
Alija Dautbegović (Duge, Prozor, 3. travnja 1891. - Sarajevo, 23. veljače 1944.), vrhovni šerijatski sudac u NDH.

## Životopis
Rođen u Dugama kraj Prozora 1891. U Sarajevu završio učiteljsko učilište i vjersko (Šerijatsko) sudačko učilište u Sarajevu. 1941. postaje vrhovni šerijatski sudac Vrhovnog šerijatskog suda u Sarajevu. Umro je u Sarajevu 23. veljače 1944. 